# Antrodiella pallasii
Antrodiella pallasii är en svampart som tillhör divisionen basidiesvampar, och som beskrevs av Renvall, Johannesson och Stenlid. Antrodiella pallasii ingår i släktet Antrodiella, och familjen Steccherinaceae. Enligt den svenska rödlistan är arten sårbar i Sverige. Arten förekommer i Götaland, Nedre Norrland och Övre Norrland. Artens livsmiljö är skogslandskap.